# 双胎输血综合征

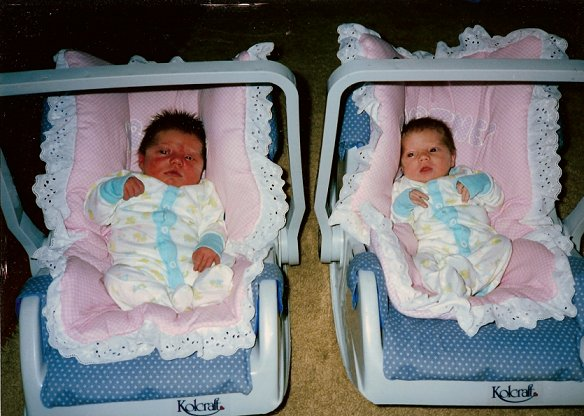
一对新生儿受TTTS影响。受者（左）和供者（右）都存活

双胎输血综合征（TTTS，又称为胎儿-胎儿输血综合征（FFTS）及双胞胎羊水过多-羊水过少症候群（TOPS））是一个因不成比例的血供产生的并发症，由此导致高发病率及高死亡率。它可影响共用一个胎盘的单绒毛膜双胎。严重的TTTS死亡率為60%-100%。

## 发病率
TTTS的发病率大约佔所有单绒毛膜双胎的5.5%-17.5%。根据2003年美国疾病预防中心的数据，TTTS理论上的发病率应為每1,000个新生儿中1.38到1.86个，或者估计每年全美有7,500个病例。然而一项澳洲研究指出，其发生率在每4,170次怀孕中仅有1次，或每58次双胞胎妊娠中出现1次。这个差异可用与多胎妊娠相关的“隐藏死亡率”来部分解释：在明确诊断为TTTS之前，由于胎膜早破或者胎儿宫内死亡，使数据丢失。

## 病因

双胎输血综合征

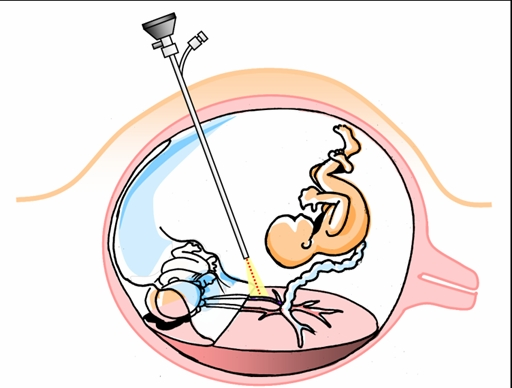
TTTS用胎儿镜及激光阻断连接的血管

作为共用一个胎盘的结果，单绒毛膜双胎之间的血供可以互相连接，因此他们共享血液循环：虽然每个胎儿有部分自己的胎盘，但胎盘内互连接的血管使血液从一个胎儿向另一个胎儿传递。根据相互连接（吻合）血管的数量、类型和方向，血液可以不成比例地从一个胎儿（供者）向另一个胎儿（受者）传递。这种血液输注导致供体胎儿血容量的减少，延缓供体胎儿的成长发育，同时尿液的排出减少，导致羊水量低于正常水平（羊水过少）。血容量在受体胎儿中增加，这一增加可限制胎儿心脏搏动，最终导致心衰，同时尿液的排除升高，可导致羊水过多。
在怀孕早期（26周前），TTTS可导致两个胎儿均死亡，或者导致胎儿严重的残疾。如果TTTS发展至26周后，胎儿通常会存活且有更大的机率无残疾地生存下来。
除了需要单绒毛膜双羊膜性双胎（或更多数量）怀孕，TTTS的原因还未知。目前还不知道是遗传还是基因原因。

### 发展失衡
对于TTTS的深入研究一直在进行。一些医生建议母亲完全卧床休息，外加摄入大量蛋白质（通常以蛋白粉形式，例如Boost或者Ensure）作为一种抵抗综合征的治疗。对于为什么这种方法会奏效的理论众说纷纭，但一些医生宣称见证其有帮助。然而，没有正式的临床试验可表明卧床休息或者高蛋白饮食是有效的。

## 治疗

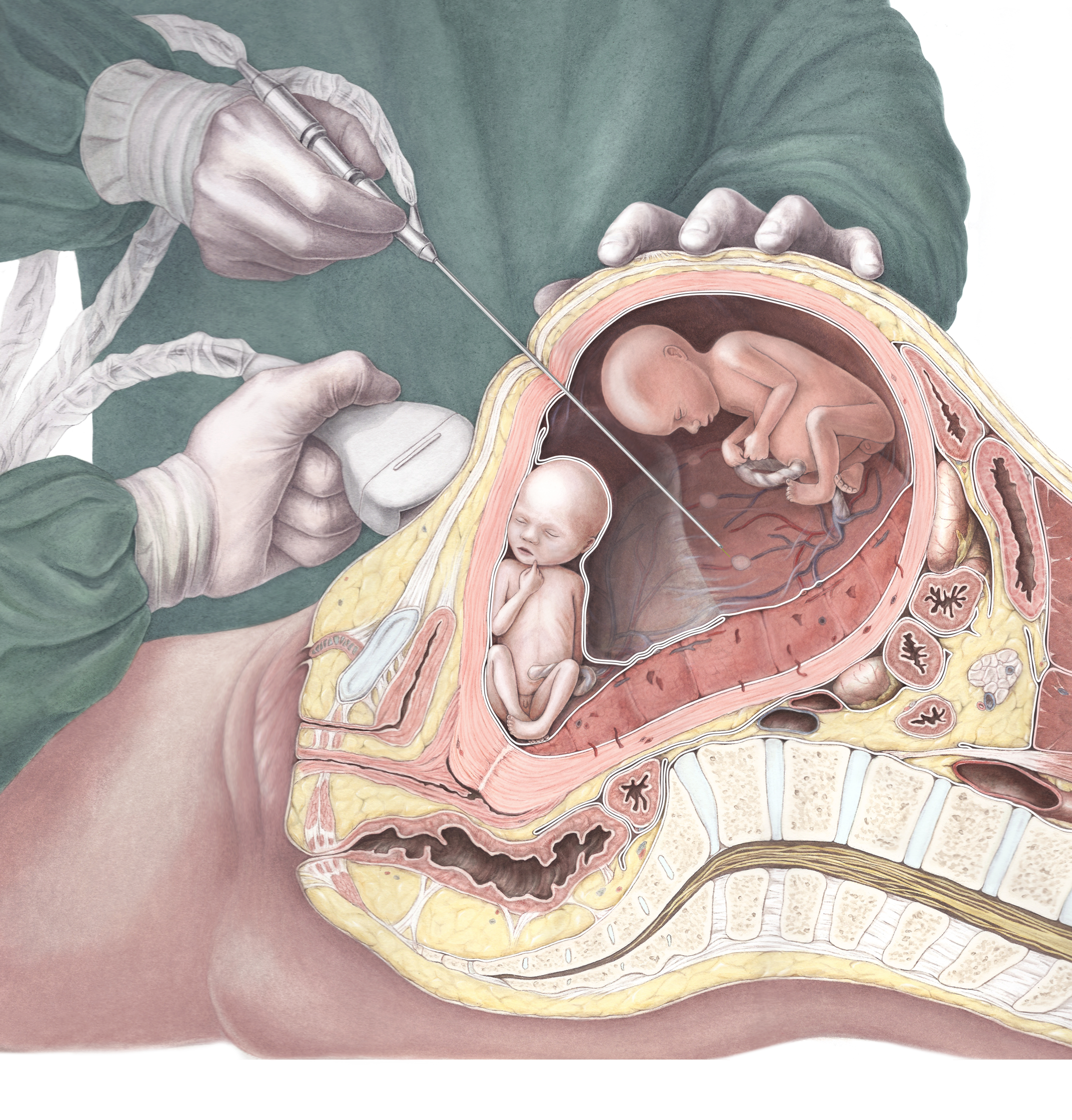
TTTS用胎儿镜及激光阻断连接的血管

对于TTTS有一些不同的治疗方案，各有不同的成功率。最古老且最传统的治疗是通过多次羊膜腔穿刺，其中包括定期从受体胎儿周围抽取羊水，以减少羊水带来的压力。由于多次羊膜腔穿刺会增加早产的风险，这项操作在怀孕早期的成功率有限，尤其是在胎儿可脱离子宫生存前。TTTS也可在孕期以手术治疗，使用胎儿镜找到相互连接的血管，用激光束烧灼凝结血管里的血液，以阻断相互连接。这个技术称作胎儿镜下激光烧灼，这在全世界只有少数医院里能进行。不同病例的手术结果差别很大，但是胎儿镜下激光烧灼的数据显示，至少一胎存活有90%的可能， 双胎同时存活有70%的可能。
目前在全球实行的治疗包括以下内容。 它们可以分为三个不同类别：不治疗，通过调整羊水量的治疗以及通过改变血供的治疗。
不治疗
期待疗法
这相当于零干预，将导致一个或所有胎儿100%的死亡率。除非患者仍处于TTTS的第一阶段，且已超过22周胎龄。
通过调整羊水量的治疗
多次羊膜腔穿刺
这个操作涉及在孕期定期抽出羊水，前提是"受者"多余的羊水可能引起早产、围产儿死亡或组织损伤。如果液体不会重新积聚，羊水的减少稳定了怀孕。否则治疗将在必要时再次进行。每次需抽出多少羊水没有相关标准借鉴。这就带来相应的风险，如果过多羊水被抽出，"受者"胎儿会死亡。这个治疗使至少一个胎儿有66%的生存率，并有15%机率导致胎儿脑瘫，平均分娩时间发生在孕29周。
造口或医源性破坏隔膜
这个操作涉及撕开两个胎儿间的隔膜，这样双胞胎的羊水可以互相混合，前提是两羊膜腔内压力不等，而之后的平衡将改善疾病的进展。但现在无法证实，两羊膜腔内压力是不等的。这个操作的运用会限制其他操作的进行，同时会使监测疾病的进展更困难。除此之外，胎儿脐带缠绕及死亡也归咎于隔膜撕开这一物理因素。
通过改变血供的治疗
激光治疗
这个操作涉及内窥镜手术，用激光阻断胎儿间血液交换的血管，前提是由于这些血管的连接而产生血供的不平衡，由此导致羊水量的不平衡。每个胎儿仍旧连接于其主要血管（血供及营养），通过脐带连接胎盘。操作只能进行一次，会有所有血管都没找到的例外。内窥镜治疗可以在短时间内恢复。这个治疗使至少一个胎儿有85%的生存率，并有5%机率导致胎儿脑瘫，平均分娩时间发生在孕33-39周。
脐带闭塞
这个操作涉及结扎或闭塞脐带以阻断胎儿间血液交换。这个操作通常在以下情况下进行：一个胎儿认定濒死且生命危急，或由此操作产生的低血压给另一胎儿带来健康。因为对于TTTS的早期诊断和治疗已有较好的成效，这一治疗已减少使用。一旦运用，使剩下的胎儿有85%的生存率，并有5%机率导致胎儿脑瘫，平均分娩时间发生在孕33-39周。

## 历史
TTTS第一次是由德国产科医生Friedrich Schatz在1875年进行描述的。曾经是根据新生儿参数所定义──出生后的出生体重和脐带血血红素存在差异──TTTS如今的定义与此不同。如今众所周知，胎儿间体重的不协调最有可能是晚期的表现，而通过脐带血测得的胎儿血红素，即使在严重TTTS的胎儿间也常常相同。

### 艺术中的TTTS

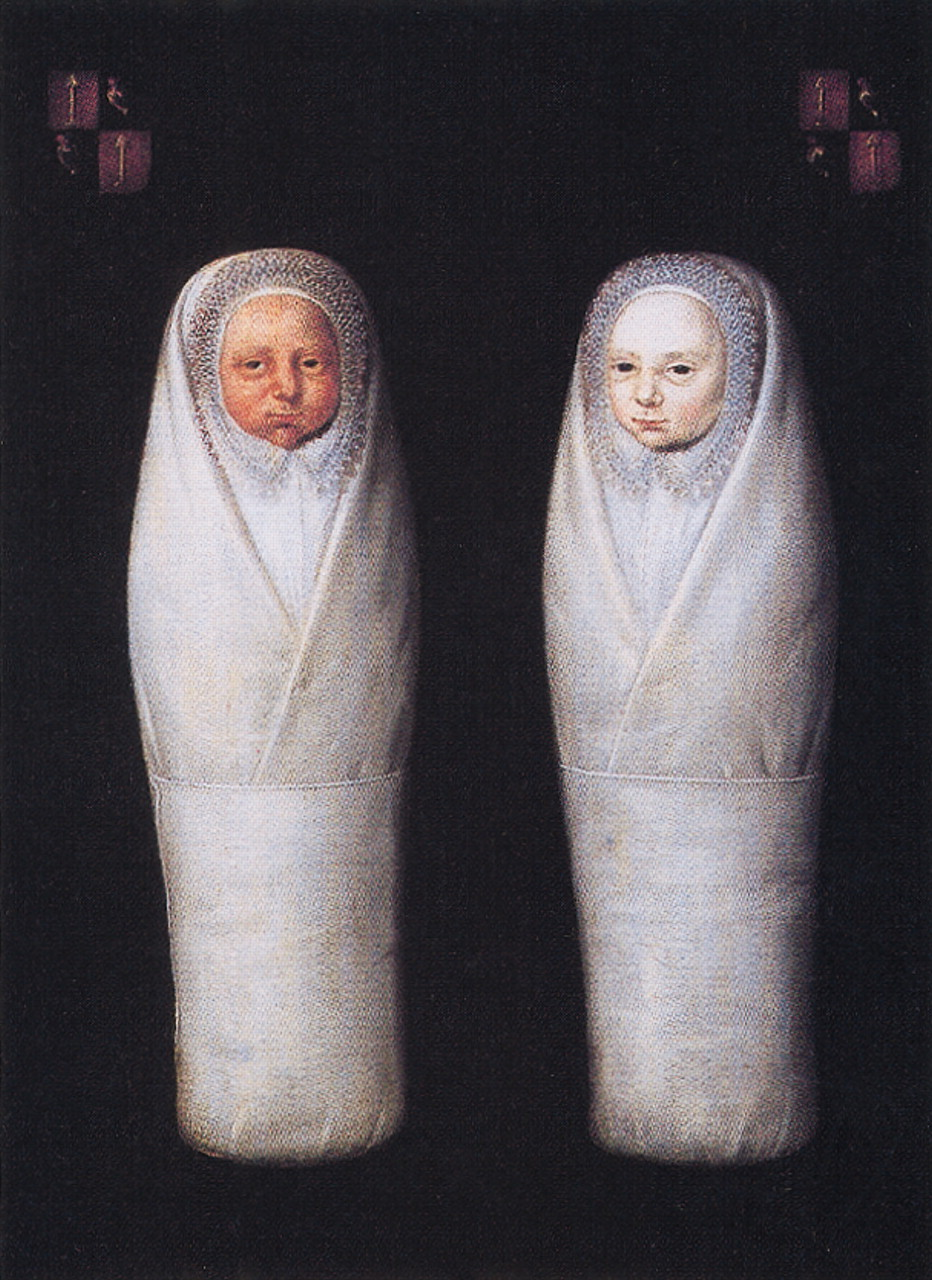
De Wikkellkinderen (包裹的孩子), 1617, 未知艺术家创作，被公认为描绘了TTTS

一副画作名为De Wikkellkinderen（包裹的孩子），创作于1617年，被认为是描绘TTTS的代表。画作展现了看似相同的双胞胎，一个脸色苍白（可能是贫血），而另一个面色红润（可能是红细胞增多症）。分析画作持有者的家族史，提示双胞胎并没有活到成年，虽然这是否由TTTS引起的还并无定论。